# Wilhelm von Miller

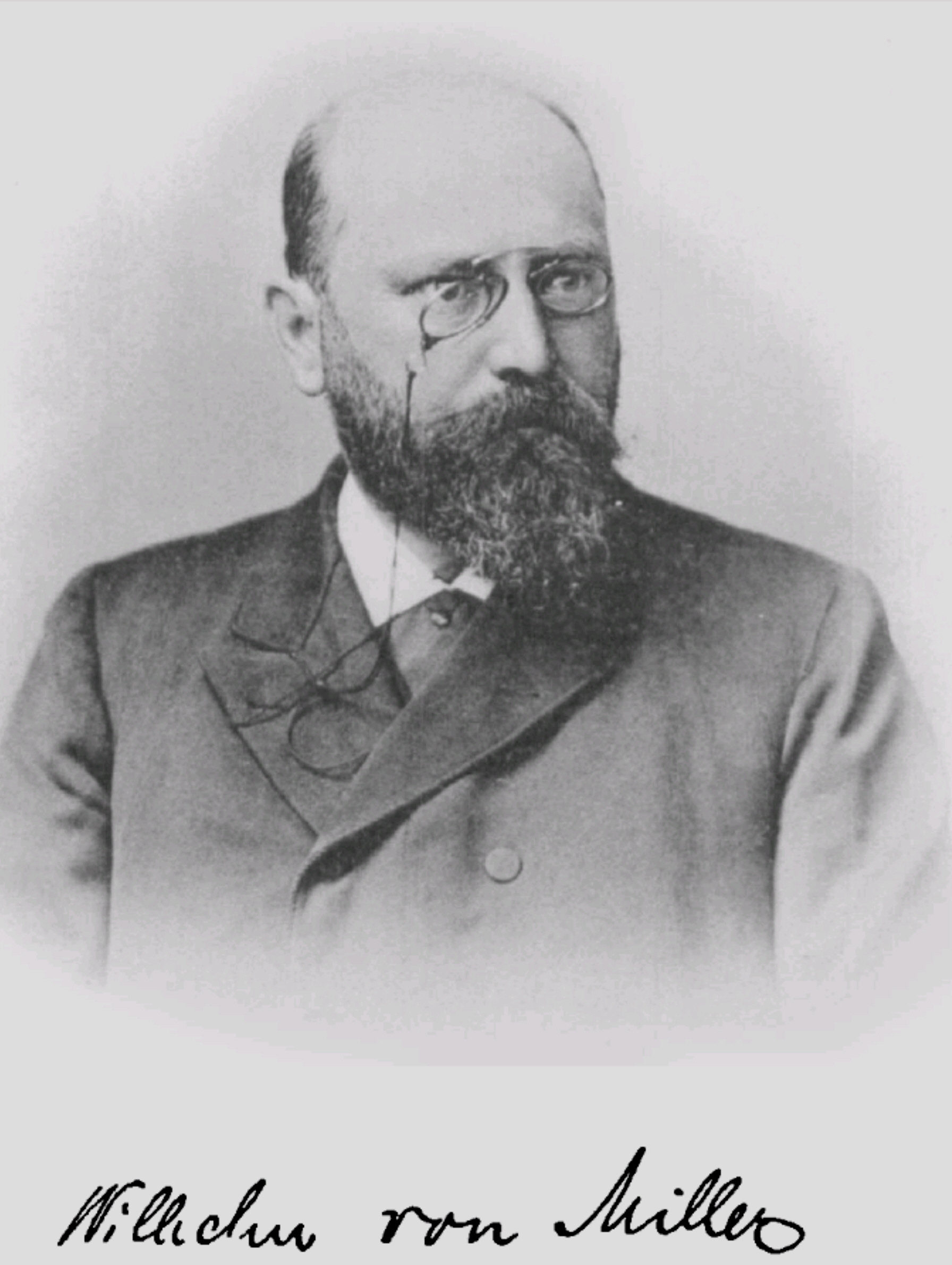
Wilhelm von Miller – um 1885

Wilhelm von Miller (* 9. Dezember 1848 in München; † 1. März 1899 ebenda) war ein deutscher Chemiker und Hochschullehrer in den Bereichen Analytische Chemie, Organische Chemie und Elektrochemie.

## Leben
Er war der Sohn von Ferdinand von Miller d. Ä. und ein Bruder von Ferdinand von Miller d. J. und Oskar von Miller. Er studierte zunächst auf Wunsch der Eltern ab 1869 Jura in Berlin, wandte sich dann aber der Chemie zu, nachdem er nebenbei Vorlesungen bei Justus von Liebig gehört hatte. 1871 bis 1874 studierte er Chemie an der Technischen Hochschule München bei Emil Erlenmeyer (an der Universität gab es damals kein chemisches Labor) mit der Promotion 1874 an der Ludwig-Maximilians-Universität München. Seit 1868/69 war er Mitglied der Studentenverbindung Akademischer Gesangverein München im SV. 1875 habilitierte er sich, während er Assistent von Erlenmeyer war, und unternahm dann eine Studienreise an verschiedene deutsche Universitäten, unter anderem 1880 zu August Wilhelm von Hofmann in Berlin. Danach war er wieder an der Technischen Hochschule München, an der er 1883 ordentlicher Professor für Allgemeine Chemie als Nachfolger von Erlenmeyer wurde. Im Jahr 1887 wurde er zum Mitglied der Leopoldina gewählt.
Wilhelm von Miller war verheiratet mit Helene Sedlmayr (1858–1926) einer Tochter von Gabriel Sedlmayr dem Jüngeren (1811–1891), dem Besitzer des Spatenbräus in München. Miller gab beim bekannten Architekten Emanuel von Seidl die Villa „Leitenschlössl“ in Garmisch-Partenkirchen in Auftrag.
Bereits vor seinem plötzlichen Tod 1899 wurde die „Allgemeine Chemie“ aufgeteilt in die Bereiche „Anorganische und Physikalische Chemie“ sowie „Organische Chemie“. Letztere war von 1892 bis 1897 durch Heinrich Kiliani, danach kommissarisch von Industriechemiker Gustav Schultz betreut, und erst 1905 wieder von Andreas Lipp besetzt.

## Wirken
Er richtete in München das erste elektrochemische Labor an einer deutschen Universität ein sowie ein Röntgenlabor. Diese finanzierte er größtenteils mit privaten Mitteln.
Er untersuchte diverse Farbstoffe (wie die damals – um 1880 – neuen Farbstoffe Rouge français und Biebricher Scharlach, den von Höchst produzierten Textilfarbstoff Aldehydgrün, Karmin), Chinaldin, Schiffsche Basen, untersuchte organische Verbindungen mit Elektrolyse und führte Tropaeolin O als PH-Indikator in die Analytik ein. Die Doebner-Miller-Reaktion zur Chinolin- bzw. Chinaldinsynthese ist nach ihm und Oscar Doebner benannt.
Mit Carl Otto Harz fand er ein Insektizid (ein Salz des Dinitro-Kresols) gegen den Waldschädling Nonnenraupe. Es wurde von den Bayer-Werken hergestellt (als Antinonnin) und war das erste industriell hergestellte organische Insektizid (zuvor waren meist anorganische Verbindungen benutzt worden). Dinitrokresol hatte Miller schon in Berlin mit Hofmann untersucht, da es als gelber Farbstoff (ein Teerfarbstoff) Verwendung fand (für Textilien und sogar Lebensmittel).

## Ehrungen
1892 erhielt er den Verdienstorden vom Heiligen Michael, IV. Klasse. 1895 wurde er als außerordentliches Mitglied in die Bayerische Akademie der Wissenschaften und zum Mitglied des Obersten Schulrats in Bayern berufen.

## Schriften
- mit Heinrich Kiliani: Kurzes Lehrbuch der Analytischen Chemie, München: Ackermann 1884, 2. Auflage 1891